# شريان ركبي سفلي إنسي
شريان ركبي سفلي إنسي (Medial inferior genicular artery)  هو شريان الساق.
ينزل أولاً على طول الهامش العلوي من العضلة المأبضية ، الذي يعطي الفروع ؛ ثم يمر أسفل لقمة الفخذ الإنسية من الساق ، تحت الرباط الصليبي الخلفي ، على الحدود الأمامية التي ترتقي بها إلى الجانب الأمامي والجانب الإنسي للمفصل ، لتزويد الطرف العلوي من قصبة الساق، مفصل ، مع أدنى الجانبية و شرايين ركبية علوية.